# Constructivisme (relations internationales)
Pour les articles homonymes, voir Constructivisme.
Le constructivisme en relations internationales vient de l'adaptation par des auteurs comme Alexander Wendt,  Nicholas Onuf, Peter J. Katzenstein, Michael Barnett, Kathryn Sikkink, John Ruggie et Martha Finnemore, du constructivisme social, une école née en sociologie dans les années 1960, au champ des relations internationales dont il est devenu la troisième école de pensée en importance.

## Les grands traits du constructivisme
Trois éléments font du constructivisme une théorie à part entière des théories des relations internationales.
Premièrement, la politique mondiale est définie comme guidée par les idées partagées, des normes et des valeurs qu’ont les différents acteurs. Le constructivisme se penche tout particulièrement sur l’intersubjectivité du savoir parce qu’il désire mettre l’accent sur l’aspect social de l’existence humaine, sur l’influence du milieu et des interactions sur la constitution de nos comportements. Rien à voir avec la force causale du néo-réalisme, la structure du système, qui est intemporelle et imposée aux agents (on parle d’acteurs dans le constructivisme pour montrer le libre arbitre des unités et des agents dans les théories réalistes où l’unité est forcée d’agir par le système).
Deuxièmement, la structure idéelle (l’espace intersubjectif) a un rôle constitutif sur les acteurs. C’est-à-dire que la structure invite les acteurs à redéfinir leurs intérêts et leurs identités dans un vaste processus d’interactions. Au contraire des théories dites « rationalistes » (néo-libéralisme et néo-réalisme) qui posent les intérêts des États comme des constantes invariables pour définir la force causale qui sous-tend les relations internationales, le constructivisme se penche sur la structure idéelle qui forme la façon dont les acteurs se définissent (qui ils sont, leurs intérêts et comment atteindre leurs buts).
Troisièmement, la structure idéelle et les acteurs se constituent et se définissent constamment l’un l’autre. Si la structure définit le comportement et les intérêts des acteurs, ceux-ci altèrent la structure par leurs agissements. C’est qu’il est difficile, mais pas impossible pour un acteur d’agir en dehors de la structure ou de manière originale. Ce type d’agissements transforme les dialogues et contribuent ainsi à altérer la structure. Les individus ou les États peuvent ainsi défier la structure et se sortir de certaines situations dysfonctionnelles qui perpétuent des pratiques de confrontation par exemple. 
Ainsi, pour les constructivistes, il est essentiel de reconnaître que la réalité d’un acteur est toujours historiquement construite. Elle est le produit de l’activité humaine et peut, au moins en théorie, être transcendée en instituant de nouvelles pratiques sociales. Ce processus de transformation peut être lent, les acteurs affrontant parfois des milliers d’années de socialisation. Seulement, même les structures les mieux enracinées peuvent être remises en question par la simple volonté. L’affirmation néo-réaliste voulant qu’il y ait des schémas universels de la politique internationale, contraint par la structure inaltérable de l’anarchie du système mondial, est très sévèrement critiquée par les constructivistes.

## Wendt et le constructivisme
Les théories de Wendt partagent ce corpus constructiviste, mais en dérivent aussi grandement. Pour Wendt le corps du constructivisme social est à la fois trop extrême et trop limité dans sa critique du néoréalisme. Il est trop extrême quand il affirme que les idées sont les seuls éléments importants du système mondial. Wendt soutient plutôt que les forces matérielles existent et qu’elles disposent d’une certaine influence sur le comportement des acteurs. De plus, l’État est un acteur à part entière qui existe indépendamment des interactions avec ses pairs. Il n’est donc pas une construction sociale au même titre que l’argent par exemple.  L’État dispose ainsi de quelques intérêts de base qui ne découlent pas de la structure idéelle (comme « l’instinct de survie »). 
Le corpus constructiviste est aussi trop limité quand on en vient à tester la théorie des idées en tant que facteur causal face à certaines variables réalistes comme le pouvoir ou les intérêts, sans explorer le degré auquel ces variables apparemment « matérielles » sont en fait constituées par des processus intersubjectifs. 
La cible de son ouvrage principal est sans conteste le néo-réalisme de Kenneth Waltz et son « but ultime » est de faire pour le constructivisme ce que Waltz a fait pour le réalisme, c’est-à-dire construire une théorie cohérente et systématique qui met à jour les forces de la structure, cette fois du point de vue des normes et des idées (de là provient la similitude des titres des ouvrages de Wendt et de Waltz).